# Manettia cryptantha
Manettia cryptantha é uma espécie de dicotiledónea pertencente à família Rubiaceae, descrita em 1929.